# 2019年のATPツアー
2019年のATPツアーは、2019年のATPツアーの日程と決勝結果である。

## 日程
2019年ATPカレンダーより作成
| カテゴリ                | 大会数 |
| グランドスラム          | 4      |
| Nitto ATP ファイナルズ  | 1      |
| ATPツアーマスターズ1000 | 9      |
| ATPツアー500            | 13     |
| ATPツアー250            | 39     |

| 日時            | 大会名 | 優勝者 | 準優勝者 | 試合結果 （スコア）                         |
| --------------- | --- | --- | --- | ------------------------------------------- |
| 12月31日        | ホップマンカップ パース $1,000,000 - ハード (室内) - 8チーム (RR) | スイス | ドイツ | 2-1                                         |
| 12月31日        | ブリスベン国際 ブリスベン $589,680 - ハード - 28S/32Q/16D | 錦織圭 | ダニール・メドベデフ | 6-4, 3-6, 6-2                               |
| 12月31日        | ブリスベン国際 ブリスベン $589,680 - ハード - 28S/32Q/16D | マーカス・ダニエル ウェスリー・クールホフ | ラジーブ・ラム ジョー・ソールズベリー | 6-4, 7-6(8-6)                               |
| 12月31日        | カタール・エクソンモービル・オープン ドーハ $1,416,205 - ハード - 32S/32Q/16D | ロベルト・バウティスタ・アグート | トマーシュ・ベルディヒ | 6-4, 3-6, 6-3                               |
| 12月31日        | カタール・エクソンモービル・オープン ドーハ $1,416,205 - ハード - 32S/32Q/16D | ダビド・ゴファン ピエール＝ユーグ・エルベール                                                                                                | ロビン・ハーセ マトウィ・ミドルクープ | 5-7, 6-4, [10-4]                            |
| 12月31日        | マハラシュトラ・オープン プネー $589,680 - ハード - 28S/32Q/16D | ケビン・アンダーソン | イボ・カルロビッチ | 7-6(7-4), 6-7(2-7), 7-6(7-5)                |
| 12月31日        | マハラシュトラ・オープン プネー $589,680 - ハード - 28S/32Q/16D | ロハン・ボパンナ ディヴィジ・シャラン | ルーク・バンブリッジ ジョニー・オーマラ | 6-3, 6-4                                    |
| 1月7日          | ASBクラシック オークランド $589,680 - ハード - 28S/32Q/16D | テニーズ・サングレン | キャメロン・ノリー | 6-4, 6-2                                    |
| 1月7日          | ASBクラシック オークランド $589,680 - ハード - 28S/32Q/16D | マクラクラン勉 ヤン＝レナード・ストルフ | レイベン・クラーセン マイケル・ヴィーナス | 6-3, 6-4                                    |
| 1月7日          | シドニー国際 シドニー $589,680 - ハード - 28S/32Q/16D | アレックス・デミノー | アンドレアス・セッピ | 7-5, 7-6(7-5)                               |
| 1月7日          | シドニー国際 シドニー $589,680 - ハード - 28S/32Q/16D | ジェイミー・マリー ブルーノ・ソアレス | フアン・セバスティアン・カバル ロベルト・ファラ | 6-4, 6-3                                    |
| 1月14日 1月21日 | 全豪オープン メルボルン A$29,687,000 - ハード 128S/128Q/64D/32X シングルス – ダブルス – 混合ダブルス | ノバク・ジョコビッチ | ラファエル・ナダル | 6-3, 6-2, 6-3                               |
| 1月14日 1月21日 | 全豪オープン メルボルン A$29,687,000 - ハード 128S/128Q/64D/32X シングルス – ダブルス – 混合ダブルス | ピエール＝ユーグ・エルベール ニコラ・マウー                                                                                                  | ヘンリ・コンティネン ジョン・ピアース | 6-4, 7-6(7-1)                               |
| 1月14日 1月21日 | 全豪オープン メルボルン A$29,687,000 - ハード 128S/128Q/64D/32X シングルス – ダブルス – 混合ダブルス | バルボラ・クレチコバ ラジーブ・ラム | アストラ・シャルマー ジョン・パトリック・スミス | 7-6(7-3), 6-1                               |
| 1月28日         | デビスカップ予選 ウベルランジア - クレー(室内) タシュケント - ハード (室内) アデレード - ハード コルカタ - 芝 フランクフルト - ハード(室内) ビール/ビエンヌ - ハード(室内) アスタナ - ハード(室内) オストラヴァ - ハード(室内) ボゴタ - クレー(室内) ザルツブルク - クレー(室内) ブラチスラヴァ - クレー(室内) 広州 - ハード | 勝利チーム · ベルギー · セルビア · オーストラリア · イタリア · ドイツ · ロシア · カザフスタン · オランダ · コロンビア · チリ · カナダ · 日本 | 敗退チーム · ブラジル · ウズベキスタン · ボスニア・ヘルツェゴビナ · インド · ハンガリー · スイス · ポルトガル · チェコ · スウェーデン · オーストリア · スロバキア · 中華人民共和国 | 3-1 3-2 4-0 3-1 5-0 3-1 4-0 3-2             |
| 2月4日          | 南フランス・オープン モンペリエ €586,140 - ハード (室内) - 28S/32Q/16D | ジョー＝ウィルフリード・ツォンガ | ピエール＝ユーグ・エルベール | 6-4, 6-2                                    |
| 2月4日          | 南フランス・オープン モンペリエ €586,140 - ハード (室内) - 28S/32Q/16D | イワン・ドディグ エドゥアール・ロジェ＝バセラン                                                                                              | アントニー・ホワン ベンジャミン・ボンジ | 6-4, 6-3                                    |
| 2月4日          | ソフィア・オープン ソフィア €586,140 - ハード (室内) - 32S/32Q/16D | ダニール・メドベージェフ | マートン・フチョビッチ | 6-4, 6-3                                    |
| 2月4日          | ソフィア・オープン ソフィア €586,140 - ハード (室内) - 32S/32Q/16D | ニコラ・メクティッチ ユルゲン・メルツァー | 謝政鵬 クリストファー・ルンガット | 6-2, 4-6, [10-2]                            |
| 2月4日          | コルドバ・オープン コルドバ $527,880 - クレー - 32S/32Q/16D | フアン・イグナシオ・ロンデロ | ギド・ページャ | 3-6, 7-5, 6-1                               |
| 2月4日          | コルドバ・オープン コルドバ $527,880 - クレー - 32S/32Q/16D | アンドレス・モルテーニ ロマン・イェバヴィ | オラシオ・セバジョス マキシモ・ゴンザレス | 6-4, 7-6(7-4)                               |
| 2月11日         | ABNアムロ世界テニス・トーナメント ロッテルダム €2,098,480 - ハード (室内) - 32S/32Q/16D | ガエル・モンフィス | スタン・ワウリンカ | 6-3, 1-6, 6-2                               |
| 2月11日         | ABNアムロ世界テニス・トーナメント ロッテルダム €2,098,480 - ハード (室内) - 32S/32Q/16D | ヘンリ・コンティネン ジェレミー・シャルディー                                                                                                | ホリア・テカウ ジャン＝ジュリアン・ロジェ | 7-6(7-5), 7-6(7-4)                          |
| 2月11日         | ニューヨーク・オープン ニューヨーク $777,385 - ハード (室内) - 28S/32Q/16D | ライリー・オペルカ | ブレイデン・シュナー | 6-1, 6-7(7-9), 7-6(9-7)                     |
| 2月11日         | ニューヨーク・オープン ニューヨーク $777,385 - ハード (室内) - 28S/32Q/16D | ケビン・グラビーツ アンドレアス・ミース | サンティアゴ・ゴンザレス アイサム＝ウル＝ハク・クレシ | 6-4, 7-5                                    |
| 2月11日         | アルゼンチン・オープン ブエノスアイレス $673,135 - クレー - 32S/32Q/16D | マルコ・チェッキナート | ディエゴ・シュワルツマン | 6-1, 6-2                                    |
| 2月11日         | アルゼンチン・オープン ブエノスアイレス $673,135 - クレー - 32S/32Q/16D | マキシモ・ゴンザレス オラシオ・セバジョス | ディエゴ・シュワルツマン ドミニク・ティーム | 6-1, 6-1                                    |
| 2月18日         | リオ・オープン リオデジャネイロ $1,937,740 - クレー - 32S/32Q/16D | ラスロ・ジェレ | フェリックス・オジェ＝アリアシム | 6-3, 7-5                                    |
| 2月18日         | リオ・オープン リオデジャネイロ $1,937,740 - クレー - 32S/32Q/16D | マキシモ・ゴンザレス ニコラス・ジャリー | トマス・ベルッシ ロジェリオ・ドゥトラ・シルバ | 6-7(3-7), 6-3, [10-7]                       |
| 2月18日         | オープン13 マルセイユ €744,010 - ハード (室内) - 28S/32Q/16D | ステファノス・チチパス | ミハイル・ククシュキン | 7-5, 7-6(7-5)                               |
| 2月18日         | オープン13 マルセイユ €744,010 - ハード (室内) - 28S/32Q/16D | ジェレミー・シャルディー ファブリス・マルタン                                                                                                | マクラクラン勉 マトヴェ・ミドルクープ | 6-3, 6-7(4-7), [10-3]                       |
| 2月18日         | デルレイビーチ・オープン デルレイビーチ $651,215 - ハード - 32S/32Q/16D | ラドゥ・アルボット | ダニエル・エバンズ | 3-6, 6-3, 7-6(9-7)                          |
| 2月18日         | デルレイビーチ・オープン デルレイビーチ $651,215 - ハード - 32S/32Q/16D | ボブ・ブライアン マイク・ブライアン | ケン・スクピスキ ニール・スクピスキ | 7-5(7-5), 6-4                               |
| 2月25日         | ドバイ・デューティフリー・テニス選手権 ドバイ $2,887,895 - ハード - 32S/32Q/16D | ロジャー・フェデラー | ステファノス・チチパス | 6-4, 6-4                                    |
| 2月25日         | ドバイ・デューティフリー・テニス選手権 ドバイ $2,887,895 - ハード - 32S/32Q/16D | ラジーブ・ラム ジョー・ソールズベリー | マクラクラン勉 ヤン＝レナード・ストルフ | 7-6(7-4), 6-3                               |
| 2月25日         | アビエルト・メキシコ・テルセル アカプルコ $1,931,110 - ハード - 32S/32Q/16D | ニック・キリオス | アレクサンダー・ズベレフ | 6-3, 6-4                                    |
| 2月25日         | アビエルト・メキシコ・テルセル アカプルコ $1,931,110 - ハード - 32S/32Q/16D | アレクサンダー・ズベレフ ミーシャ・ズベレフ                                                                                                  | オースティン・クライチェク アーテム・シッタク | 2-6, 7-6(7-4), [10-5]                       |
| 2月25日         | ブラジル・オープン サンパウロ $618,810 - クレー（室内） - 28S/32Q/16D | ギド・ページャ | クリスチャン・ガリン | 7-5, 6-3                                    |
| 2月25日         | ブラジル・オープン サンパウロ $618,810 - クレー（室内） - 28S/32Q/16D | フェデリコ・デルボニス マキシモ・ゴンザレス                                                                                                  | ルーク・バンブリッジ ジョニー・オーマラ | 6-4, 6-3                                    |
| 3月4日 3月11日  | BNPパリバ・オープン インディアンウェルズ $9,314,875 - ハード - 96S/48Q/32D | ドミニク・ティーム | ロジャー・フェデラー | 3-6, 6-3, 7-5                               |
| 3月4日 3月11日  | BNPパリバ・オープン インディアンウェルズ $9,314,875 - ハード - 96S/48Q/32D | ニコラ・メクティッチ オラシオ・セバジョス | ルカシュ・クボット マルセロ・メロ | 4-6, 6-4, [10-3]                            |
| 3月18日 3月25日 | マイアミ・オープン マイアミ $9,314,875 - ハード - 96S/48Q/32D | ロジャー・フェデラー | ジョン・イズナー | 6-1, 6-4                                    |
| 3月18日 3月25日 | マイアミ・オープン マイアミ $9,314,875 - ハード - 96S/48Q/32D | ボブ・ブライアン マイク・ブライアン | ウェスリー・クールホフ ステファノス・チチパス | 7-5, 7-6(10-8)                              |
| 4月8日          | 全米男子クレーコート選手権 ヒューストン $652,245 - クレー - 28S/32Q/16D | クリスチャン・ガリン | キャスパー・ルード | 7-6(7-4), 4-6, 6-3                          |
| 4月8日          | 全米男子クレーコート選手権 ヒューストン $652,245 - クレー - 28S/32Q/16D | サンティアゴ・ゴンザレス アイサム＝ウル＝ハク・クレシ                                                                                        | ケン・スクピスキ ニール・スクピスキ | 3-6, 6-4, [10-6]                            |
| 4月8日          | ハサン2世グランプリ マラケシュ €586,140 - クレー - 32S/32Q/16D | ブノワ・ペール | パブロ・アンドゥハル | 6-2, 6-3                                    |
| 4月8日          | ハサン2世グランプリ マラケシュ €586,140 - クレー - 32S/32Q/16D | ユルゲン・メルツァー フランコ・スクゴール | マトヴェ・ミドルクープ フレデリック・ニールセン | 6-4, 7-6(8-6)                               |
| 4月15日         | ロレックス・モンテカルロ・マスターズ モンテカルロ €5,585,030 - クレー - 56S/28Q/24D | ファビオ・フォニーニ | ドゥシャン・ラヨビッチ | 6-3, 6-4                                    |
| 4月15日         | ロレックス・モンテカルロ・マスターズ モンテカルロ €5,585,030 - クレー - 56S/28Q/24D | ニコラ・メクティッチ フランコ・スクゴール | ロビン・ハーセ ウェスリー・クールホフ | 6-7(3-7), 7-6(7-3), [11-9]                  |
| 4月22日         | バルセロナ・オープン・バンコ・サバデル バルセロナ €2,746,455 - クレー - 56S/28Q/24D | ドミニク・ティーム | ダニール・メドベージェフ | 6-4, 6-0                                    |
| 4月22日         | バルセロナ・オープン・バンコ・サバデル バルセロナ €2,746,455 - クレー - 56S/28Q/24D | フアン・セバスティアン・カバル ロベルト・ファラ                                                                                              | ジェイミー・マリー ブルーノ・ソアレス | 6-4, 7-6(7-4)                               |
| 4月22日         | ハンガリー・オープン ブダペスト €586,140 - クレー - 28S/32Q/16D | マッテオ・ベレッティーニ | フィリプ・クライノビッチ | 4-6, 6-3, 6-1                               |
| 4月22日         | ハンガリー・オープン ブダペスト €586,140 - クレー - 28S/32Q/16D | ケン・スクピスキ ニール・スクピスキ | マーカス・ダニエル ウェスリー・クールホフ | 6-3, 6-4                                    |
| 4月29日         | ミレニアム・エストリル・オープン エストリル €586,140 - クレー - 28S/32Q/16D | ステファノス・チチパス | パブロ・クエバス | 6-3, 7-6(7-4)                               |
| 4月29日         | ミレニアム・エストリル・オープン エストリル €586,140 - クレー - 28S/32Q/16D | ジェレミー・シャルディー ファブリス・マルタン                                                                                                | ルーク・バンブリッジ ジョニー・オーマラ | 7-5, 7-6(7-3)                               |
| 4月29日         | BMWオープン ミュンヘン €586,140 - クレー - 28S/32Q/16D | クリスチャン・ガリン | マッテオ・ベレッティーニ | 6-1, 3-6, 7-6(7-1)                          |
| 4月29日         | BMWオープン ミュンヘン €586,140 - クレー - 28S/32Q/16D | マチェロ・デモリナー ディヴィジ・シャラン | フレデリック・ニールセン ティム・プエッツ | 6-4, 6-2                                    |
| 5月6日          | ムチュア・マドリード・オープン マドリード €7,279,270 - クレー - 56S/28Q/24D | ノバク・ジョコビッチ | ステファノス・チチパス | 6-3, 6-4                                    |
| 5月6日          | ムチュア・マドリード・オープン マドリード €7,279,270 - クレー - 56S/28Q/24D | ジャン＝ジュリアン・ロジェ ホリア・テカウ | ディエゴ・シュワルツマン ドミニク・ティーム | 6-2, 6-3                                    |
| 5月13日         | BNLイタリア国際 ローマ €5,791,280 - クレー - 56S/28Q/24D | ラファエル・ナダル | ノバク・ジョコビッチ | 6-0, 4-6, 6-1                               |
| 5月13日         | BNLイタリア国際 ローマ €5,791,280 - クレー - 56S/28Q/24D | フアン・セバスティアン・カバル ロベルト・ファラ                                                                                              | レイベン・クラーセン マイケル・ヴィーナス | 6-1, 6-3                                    |
| 5月20日         | ジュネーヴ・オープン ジュネーヴ €586,140 - クレー - 28S/32Q/16D | アレクサンダー・ズベレフ | ニコラス・ジャリー | 6-3, 3-6, 7-6(10-8)                         |
| 5月20日         | ジュネーヴ・オープン ジュネーヴ €586,140 - クレー - 28S/32Q/16D | オリバー・マラチ マテ・パビッチ | マシュー・エブデン ロベルト・リンドステット | 6-4, 6-4                                    |
| 5月20日         | リヨン・オープン リヨン €586,140 - クレー - 28S/32Q/16D | ブノワ・ペール | フェリックス・オジェ＝アリアシム | 6-4, 6-3                                    |
| 5月20日         | リヨン・オープン リヨン €586,140 - クレー - 28S/32Q/16D | イワン・ドディグ エドゥアール・ロジェ＝バセラン                                                                                              | ケン・スクピスキ ニール・スクピスキ | 6-4, 6-3                                    |
| 5月27日 6月3日  | 全仏オープン パリ €20,060,000 - クレー 128S/128Q/64D/32X シングルス – ダブルス – 混合ダブルス | ラファエル・ナダル | ドミニク・ティーム | 6-3, 5-7, 6-1, 6-1                          |
| 5月27日 6月3日  | 全仏オープン パリ €20,060,000 - クレー 128S/128Q/64D/32X シングルス – ダブルス – 混合ダブルス | ケビン・グラビーツ アンドレアス・ミース | ジェレミー・シャルディー ファブリス・マルタン | 6-2, 7-6(7-3)                               |
| 5月27日 6月3日  | 全仏オープン パリ €20,060,000 - クレー 128S/128Q/64D/32X シングルス – ダブルス – 混合ダブルス | イワン・ドディグ 詹詠然 | ガブリエラ・ダブロウスキー マテ・パビッチ | 6-1, 7-6(7-5)                               |
| 6月10日         | リベマ・オープン スヘルトーヘンボス €711,275 - 芝 - 28S/32Q/16D | アドリアン・マナリノ | ジョーダン・トンプソン | 7-6(9-7), 6-3                               |
| 6月10日         | リベマ・オープン スヘルトーヘンボス €711,275 - 芝 - 28S/32Q/16D | ドミニク・イングロット オースティン・クライチェク                                                                                            | マーカス・ダニエル ウェスリー・クールホフ | 6-4, 4-6, [10-4]                            |
| 6月10日         | メルセデス・カップ シュトゥットガルト €754,540 - 芝 - 28S/32Q/16D | マッテオ・ベレッティーニ | フェリックス・オジェ＝アリアシム | 6-4, 7-6(13-11)                             |
| 6月10日         | メルセデス・カップ シュトゥットガルト €754,540 - 芝 - 28S/32Q/16D | ジョン・ピアース ブルーノ・ソアレス | ロハン・ボパンナ デニス・シャポバロフ | 7-5, 6-3                                    |
| 6月17日         | クイーンズ・クラブ選手権 ロンドン €2,219,150 - 芝 - 32S/32Q/24D | フェリシアーノ・ロペス | ジル・シモン | 6-2, 6-7(4-7), 7-6(7-2)                     |
| 6月17日         | クイーンズ・クラブ選手権 ロンドン €2,219,150 - 芝 - 32S/32Q/24D | フェリシアーノ・ロペス アンディ・マレー | ラジーブ・ラム ジョー・ソールズベリー | 7-6(8-6), 5-7, [10-5]                       |
| 6月17日         | ノベンティ・オープン ハレ €2,219,150 - 芝 - 32S/32Q/16D | ロジャー・フェデラー | ダビド・ゴファン | 7-6(7-2), 6-1                               |
| 6月17日         | ノベンティ・オープン ハレ €2,219,150 - 芝 - 32S/32Q/16D | レイベン・クラーセン マイケル・ヴィーナス | ルカシュ・クボット マルセロ・メロ | 4-6, 6-3, [10-4]                            |
| 6月24日         | イーストボーン国際 イーストボーン €745,880 - 芝 - 28S/23Q/16D | テイラー・フリッツ | サム・クエリー | 6-4, 6-4                                    |
| 6月24日         | イーストボーン国際 イーストボーン €745,880 - 芝 - 28S/23Q/16D | フアン・セバスティアン・カバル ロベルト・ファラ                                                                                              | マキシモ・ゴンザレス オラシオ・セバジョス | 3-6, 7-6(7-4), [10-6]                       |
| 6月24日         | アンタルヤ・オープン アンタルヤ €507,490 - 芝 - 28S/23Q/16D | ロレンツォ・ソネゴ | ミオミル・キツマノビッチ | 6-7(5-7), 7-6(7-5), 6-1                     |
| 6月24日         | アンタルヤ・オープン アンタルヤ €507,490 - 芝 - 28S/23Q/16D | ジョナサン・エルリック アーテム・シタック | イワン・ドディグ フィリプ・ポラセック | 6-3, 6-4                                    |
| 7月1日 7月8日   | ウィンブルドン選手権 ロンドン £17,984,000 - 芝 128S/128Q/64D/16Q/48X シングルス – ダブルス – 混合ダブルス | ノバク・ジョコビッチ | ロジャー・フェデラー | 7-6(7-5), 1-6, 7-6(7-4), 4-6, 13-12(7-3)    |
| 7月1日 7月8日   | ウィンブルドン選手権 ロンドン £17,984,000 - 芝 128S/128Q/64D/16Q/48X シングルス – ダブルス – 混合ダブルス | フアン・セバスティアン・カバル ロベルト・ファラ                                                                                              | ニコラ・マウー エドゥアール・ロジェ＝バセラン | 6-7(5-7), 7-6(7-5), 7-6(8-6), 6-7(5-7), 6-3 |
| 7月1日 7月8日   | ウィンブルドン選手権 ロンドン £17,984,000 - 芝 128S/128Q/64D/16Q/48X シングルス – ダブルス – 混合ダブルス | イワン・ドディグ 詹詠然 | ロベルト・リンドステット エレナ・オスタペンコ | 6-2, 6-3                                    |
| 7月15日         | テニス殿堂オープン ニューポート $652,245 - 芝 - 28S/32Q/16D | ジョン・イズナー | アレクサンダー・ブブリク | 7-6(7-2), 6-3                               |
| 7月15日         | テニス殿堂オープン ニューポート $652,245 - 芝 - 28S/32Q/16D | マルセル・グラノリェルス セルジー・スタホフスキー                                                                                            | マルセロ・アレバロ ミゲル・アンヘル・レイエス＝バレラ | 6-7(10-12), 6-4, [13-11]                    |
| 7月15日         | スウェーデン・オープン ボースタード €586,140 - クレー - 28S/32Q/16D | ニコラス・ジャリー | フアン・イグナシオ・ロンデロ | 7-6(9-7), 6-4                               |
| 7月15日         | スウェーデン・オープン ボースタード €586,140 - クレー - 28S/32Q/16D | サンダー・ジレ ヨラン・フリーゲン | フェデリコ・デルボニス オラシオ・セバジョス | 6-7(5-7), 7-5, [10-5]                       |
| 7月15日         | クロアチア・オープン ウマグ €586,140 - クレー - 28S/32Q/16D | ドゥシャン・ラヨビッチ | アッティラ・バラージュ | 7-5, 7-5                                    |
| 7月15日         | クロアチア・オープン ウマグ €586,140 - クレー - 28S/32Q/16D | ロビン・ハーセ フィリップ・オズワルド | オリバー・マラチ ユルゲン・メルツァー | 7-5, 6-7(2-7), [14-12]                      |
| 7月22日         | ドイツ国際オープン ハンブルク €1,855,490 - クレー - 32S/16Q/16D | ニコロズ・バシラシビリ | アンドレイ・ルブレフ | 7-5, 4-6, 6-3                               |
| 7月22日         | ドイツ国際オープン ハンブルク €1,855,490 - クレー - 32S/16Q/16D | オリバー・マラチ ユルゲン・メルツァー | ロビン・ハーセ ウェスリー・クールホフ | 6-2, 7-6(7-3)                               |
| 7月22日         | BB&Tアトランタ・オープン アトランタ $777,385 - ハード - 28S/32Q/16D | アレックス・デミノー | テイラー・フリッツ | 6-3, 7-6(7-2)                               |
| 7月22日         | BB&Tアトランタ・オープン アトランタ $777,385 - ハード - 28S/32Q/16D | ドミニク・イングロット オースティン・クライチェク                                                                                            | ボブ・ブライアン マイク・ブライアン | 6-4, 6-7(5-7), [11-9]                       |
| 7月22日         | スイス・オープン・グシュタード グシュタード €586,140 - クレー - 32S/32Q/16D | アルベルト・ラモス＝ビノラス | セドリク＝マルセル・シュテーベ | 6-3, 6-2                                    |
| 7月22日         | スイス・オープン・グシュタード グシュタード €586,140 - クレー - 32S/32Q/16D | サンダー・ジレ ヨラン・フリーゲン | フィリップ・オズワルド フィリプ・ポラセック | 6-4, 6-3                                    |
| 7月29日         | シティ・オープン ワシントンD.C. $2,046,340 - ハード - 48S/16Q/16D | ニック・キリオス | ダニール・メドベージェフ | 7-6(8-6), 7-6(7-4)                          |
| 7月29日         | シティ・オープン ワシントンD.C. $2,046,340 - ハード - 48S/16Q/16D | レイベン・クラーセン マイケル・ヴィーナス | ジャン＝ジュリアン・ロジェ ホリア・テカウ | 3-6, 6-3, [10-2]                            |
| 7月29日         | アビエルト・メキシコ・ロス・カボス ロス・カボス $858,565 - ハード - 28S/32Q/16D | ディエゴ・シュワルツマン | テイラー・フリッツ | 7-6(8-6), 6-3                               |
| 7月29日         | アビエルト・メキシコ・ロス・カボス ロス・カボス $858,565 - ハード - 28S/32Q/16D | ロマン・アルネオド ウーゴ・ニス | ドミニク・イングロット オースティン・クライチェク | 7-5, 5-7, [16-14]                           |
| 7月29日         | オーストリア・オープン キッツビュール €586,140 - クレー - 28S/32Q/16D | ドミニク・ティーム | アルベルト・ラモス＝ビノラス | 7-6(7-0), 6-1                               |
| 7月29日         | オーストリア・オープン キッツビュール €586,140 - クレー - 28S/32Q/16D | フィリップ・オズワルド フィリプ・ポラセック                                                                                                  | サンダー・ジレ ヨラン・フリーゲン | 6-4, 6-4                                    |
| 8月7日          | ロジャーズ・カップ モントリオール $6,338,885 - ハード - 56S/28Q/24D | ラファエル・ナダル | ダニール・メドベージェフ | 6-3, 6-0                                    |
| 8月7日          | ロジャーズ・カップ モントリオール $6,338,885 - ハード - 56S/28Q/24D | マルセル・グラノリェルス オラシオ・セバジョス                                                                                                | ロビン・ハーセ ウェスリー・クールホフ | 7-5, 7-5                                    |
| 8月12日         | ウエスタン・アンド・サザン・オープン シンシナティ $6,735,690 - ハード - 56S/28Q/24D | ダニール・メドベージェフ | ダビド・ゴファン | 7-6(7-3), 6-4                               |
| 8月12日         | ウエスタン・アンド・サザン・オープン シンシナティ $6,735,690 - ハード - 56S/28Q/24D | イワン・ドディグ フィリプ・ポラセック | フアン・セバスティアン・カバル ロベルト・ファラ | 4-6, 6-4, [10-6]                            |
| 8月19日         | ウィンストン・セーラム・オープン ウィンストン・セーラム $807,210 - ハード - 48S/32Q/16D | フベルト・フルカチュ | ブノワ・ペール | 6-3, 3-6, 6-3                               |
| 8月19日         | ウィンストン・セーラム・オープン ウィンストン・セーラム $807,210 - ハード - 48S/32Q/16D | ルカシュ・クボット マルセロ・メロ | ニコラス・モンロー テニーズ・サングレン | 6-7(6-8), 6-1, [10-3]                       |
| 8月26日 9月2日  | 全米オープン ニューヨーク $26,758,750 - ハード 128S/128Q/64D/32X シングルス – ダブルス – 混合ダブルス | ラファエル・ナダル | ダニール・メドベージェフ | 7-5, 6-3, 5-7, 4-6, 6-4                     |
| 8月26日 9月2日  | 全米オープン ニューヨーク $26,758,750 - ハード 128S/128Q/64D/32X シングルス – ダブルス – 混合ダブルス | フアン・セバスティアン・カバル ロベルト・ファラ                                                                                              | マルセル・グラノリェルス オラシオ・セバジョス | 6-4, 7-5                                    |
| 8月26日 9月2日  | 全米オープン ニューヨーク $26,758,750 - ハード 128S/128Q/64D/32X シングルス – ダブルス – 混合ダブルス | ベサニー・マテック＝サンズ ジェイミー・マリー                                                                                                | 詹皓晴 マイケル・ヴィーナス | 6-2, 6-3                                    |
| 9月16日         | レーバーカップ ジュネーヴ ハード (室内) - 2チーム | 欧州選抜 | 世界選抜 | 13-11                                       |
| 9月16日         | モゼール・オープン メス €586,140 - ハード (室内) - 28S/32Q/16D | ジョー＝ウィルフリード・ツォンガ | アルヤジ・ベデネ | 6-7(4-7), 7-6(7-4), 6-3                     |
| 9月16日         | モゼール・オープン メス €586,140 - ハード (室内) - 28S/32Q/16D | ロベルト・リンドステッド ヤン＝レナルト・シュトルフ                                                                                          | ニコラ・マユ エドゥアール・ロジェ＝バセラン | 2-6, 7-6(7-1), [10-4]                       |
| 9月16日         | サンクトペテルブルク・オープン サンクトペテルブルク $1,248,665 - ハード (室内) - 32S/32Q/16D | ダニール・メドベージェフ | ボルナ・チョリッチ | 6-3, 6-1                                    |
| 9月16日         | サンクトペテルブルク・オープン サンクトペテルブルク $1,248,665 - ハード (室内) - 32S/32Q/16D | ディヴィジ・シャラン イゴール・ゼレネイ | マッテオ・ベレッティーニ シモーネ・ボレッリ | 6-3, 3-6, [10-8]                            |
| 9月23日         | 珠海選手権 珠海 $1,000,000 - ハード - 28S/32Q/16D | アレックス・デミノー | アドリアン・マナリノ | 7-6(7-4), 6-4                               |
| 9月23日         | 珠海選手権 珠海 $1,000,000 - ハード - 28S/32Q/16D | サンダー・ジレ ヨラン・フリーゲン | マルセロ・デモリナー マトウィ・ミドルクープ | 7-6(7-2), 7-6(7-4)                          |
| 9月23日         | 成都オープン 成都 $1,213,295 - ハード - 28S/16S/16D | パブロ・カレーニョ・ブスタ | アレクサンダー・ブブリク | 6-7(5-7), 6-4, 7-6(7-3)                     |
| 9月23日         | 成都オープン 成都 $1,213,295 - ハード - 28S/16S/16D | ニコラ・チャチッチ ドゥシャン・ラヨビッチ | ジョナサン・エルリック ファブリス・マルタン | 7-6(11-9), 3-6, [10-3]                      |
| 9月30日         | チャイナ・オープン 北京 $3,666,275 - ハード - 32S/16Q/16D | ドミニク・ティーム | ステファノス・チチパス | 3-6, 6-4, 6-1                               |
| 9月30日         | チャイナ・オープン 北京 $3,666,275 - ハード - 32S/16Q/16D | イワン・ドディグ フィリプ・ポラセック | ルカシュ・クボット マルセロ・メロ | 6-3, 7-6(7-4)                               |
| 9月30日         | 楽天ジャパン・オープン 東京 $2,046,340 - ハード - 32S/16Q/16D | ノバク・ジョコビッチ | ジョン・ミルマン | 6-3, 6-2                                    |
| 9月30日         | 楽天ジャパン・オープン 東京 $2,046,340 - ハード - 32S/16Q/16D | ニコラ・マユ エドゥアール・ロジェ＝バセラン                                                                                                  | ニコラ・メクティッチ フランコ・スクゴール | 7-6(9-7), 6-4                               |
| 10月7日         | 上海マスターズ 上海 $8,322,885 - ハード - 56S/28Q/24D | ダニール・メドベージェフ | アレクサンダー・ズベレフ | 6-4, 6-1                                    |
| 10月7日         | 上海マスターズ 上海 $8,322,885 - ハード - 56S/28Q/24D | マテ・パビッチ ブルーノ・ソアレス | ルカシュ・クボット マルセロ・メロ | 6-4, 6-2                                    |
| 10月14日        | クレムリン・カップ モスクワ $1,021,610 - ハード (室内) - 28S/32Q/16D | アンドレイ・ルブレフ | アドリアン・マナリノ | 6-4, 6-0                                    |
| 10月14日        | クレムリン・カップ モスクワ $1,021,610 - ハード (室内) - 28S/32Q/16D | マルセロ・デモリナー マトウェ・ミドルコープ                                                                                                  | シモーネ・ボレッリ アンドレス・モルテーニ | 6-1, 6-2                                    |
| 10月14日        | ストックホルム・オープン ストックホルム €711,275 - ハード (室内) - 28S/32Q/16D | デニス・シャポバロフ | フィリプ・クライノビッチ | 6-4, 6-4                                    |
| 10月14日        | ストックホルム・オープン ストックホルム €711,275 - ハード (室内) - 28S/32Q/16D | ヘンリ・コンティネン エドゥアール・ロジェ＝バセラン                                                                                          | マテ・パビッチ ブルーノ・ソアレス | 6-4, 6-2                                    |
| 10月14日        | ヨーロピアン・オープン アントワープ €711,275 - ハード (室内) - 28S/32Q/16D | アンディ・マレー | スタン・ワウリンカ | 3-6, 6-4, 6-4                               |
| 10月14日        | ヨーロピアン・オープン アントワープ €711,275 - ハード (室内) - 28S/32Q/16D | ケビン・グラビーツ アンドレアス・ミース | ラジーブ・ラム ジョー・ソールズベリー | 7-6(7-1), 6-3                               |
| 10月21日        | エルステ・バンク・オープン ウィーン €2,443,810 - ハード (室内) - 32S/16Q/16D | ドミニク・ティーム | ディエゴ・シュワルツマン | 3-6, 6-4, 6-3                               |
| 10月21日        | エルステ・バンク・オープン ウィーン €2,443,810 - ハード (室内) - 32S/16Q/16D | ラジーブ・ラム ジョー・ソールズベリー | ルカシュ・クボット マルセロ・メロ | 6-4, 6-7(5-7), [10-5]                       |
| 10月21日        | スイス・インドア バーゼル €2,219,975 - ハード (室内) - 32S/16Q/16D | ロジャー・フェデラー | アレックス・デミノー | 6-2, 6-2                                    |
| 10月21日        | スイス・インドア バーゼル €2,219,975 - ハード (室内) - 32S/16Q/16D | ジャン＝ジュリアン・ロジェ ホリア・テカウ | テイラー・フリッツ ライリー・オペルカ | 7-5, 6-3                                    |
| 10月28日        | ロレックス・パリ・マスターズ パリ €5,791,280 – ハード (室内) – 48S/24Q/24D | ノバク・ジョコビッチ | デニス・シャポバロフ | 6-3, 6-4                                    |
| 10月28日        | ロレックス・パリ・マスターズ パリ €5,791,280 – ハード (室内) – 48S/24Q/24D | ピエール＝ユーグ・エルベール ニコラ・マユ | カレン・ハチャノフ アンドレイ・ルブレフ | 6-4, 6-1                                    |
| 11月4日         | ネクストジェネレーション・ATPファイナル ミラノ $1,397,400 – ハード (室内) – 8S/8D (RR) | ヤニック・シナー | アレックス・デミノー | 4-2, 4-1, 4-2                               |
| 11月11日        | ATPファイナルズ ロンドン $9,000,000 – ハード (室内) – 8S/8D (RR) | ステファノス・チチパス | ドミニク・ティーム | 6-7(6-8), 6-2, 7-6(7-4)                     |
| 11月11日        | ATPファイナルズ ロンドン $9,000,000 – ハード (室内) – 8S/8D (RR) | ピエール＝ユーグ・エルベール ニコラ・マユ | レイベン・クラーセン マイケル・ヴィーナス | 6-3, 6-4                                    |
| 11月19日        | デビスカップ決勝 マドリード - ハード（室内） | スペイン | カナダ | 2-0                                         |

## 2019年最終ランキング
| 順位 | 選手                             | ポイント | 出場数 |
| ---- | -------------------------------- | -------- | ------ |
| 1    | ラファエル・ナダル               | 9985     | 17     |
| 2    | ノバク・ジョコビッチ             | 9145     | 17     |
| 3    | ロジャー・フェデラー             | 6590     | 17     |
| 4    | ドミニク・ティーム               | 5825     | 22     |
| 5    | ダニール・メドベージェフ         | 5705     | 24     |
| 6    | ステファノス・チチパス           | 5300     | 27     |
| 7    | アレクサンダー・ズベレフ         | 3345     | 24     |
| 8    | マッテオ・ベレッティーニ         | 2870     | 26     |
| 9    | ロベルト・バウティスタ・アグート | 2540     | 23     |
| 10   | ガエル・モンフィス               | 2530     | 21     |

| 順位 | 選手                           | ポイント | 出場数 |
| ---- | ------------------------------ | -------- | ------ |
| 1    | フアン・セバスティアン・カバル | 8230     | 23     |
| 1    | ロベルト・ファラ               | 8230     | 23     |
| 3    | ニコラ・マユ                   | 7180     | 19     |
| 4    | オラシオ・セバジョス           | 5610     | 24     |
| 5    | ピエール＝ユーグ・エルベール   | 5290     | 13     |
| 6    | ルカシュ・クボット             | 5090     | 25     |
| 7    | マルセロ・メロ                 | 4910     | 25     |
| 8    | レイベン・クラーセン           | 4665     | 25     |
| 9    | ケビン・クラビーツ             | 4660     | 30     |
| 10   | マイケル・ヴィーナス           | 4530     | 24     |

### 世界ランキング1位
| 選手                       | 開始日   | 終了日   |
| -------------------------- | -------- | -------- |
| ノバク・ジョコビッチ (SRB) | 2018年末 | 11月3日  |
| ラファエル・ナダル (ESP)   | 11月4日  | 2019年末 |

| 選手                                                          | 開始日   | 終了日   |
| ------------------------------------------------------------- | -------- | -------- |
| マイク・ブライアン (USA)                                      | 2018年末 | 7月14日  |
| フアン・セバスティアン・カバル (COL) · ロベルト・ファラ (COL) | 7月15日  | 2019年末 |

## 主な引退選手
- ダビド・フェレール
- ニコラス・アルマグロ
- マルコス・バグダティス
- ヤンコ・ティプサレビッチ
- トマーシュ・ベルディヒ
- ビクトル・エストレーリャ・ブルゴス
- マルチン・マトコフスキ